# Swept Away
Albums de Diana Ross
Ross
(1983) Eaten Alive
(1985)
Singles
1. All of You
Sortie : 12 juin 1984
2. Swept Away
Sortie : 14 août 1984
3. Touch by Touch (hors États-Unis)
Sortie : septembre 1984
4. Missing You
Sortie : 13 novembre 1984
5. Telephone (États-Unis)
Sortie : mai 1985

Swept Away est le quinzième album studio de la chanteuse américaine Diana Ross, sorti le 13 septembre 1984 chez RCA Records en Amérique du Nord et chez Capitol Records en Europe.
L'album contient plusieurs singles, dont notamment Missing You (en), qui est devenu le dernier titre de Ross à figurer dans le top 10 du Billboard Hot 100, se classant à la 10e place. Les autres singles sont Swept Away, le duo avec Julio Iglesias All of You, Touch by Touch et Telephone.

## Liste des titres
| 1. | Missing You    | Lionel Richie                                | 4:05 |
| 2. | Touch by Touch | - Arthur Barrow - Joe Esposito - Richie Zito | 4:11 |
| 3. | Rescue Me      | - Raynard Miner - Carl Smith                 | 2:41 |
| 4. | It's Your Move | - Steve Kipner - Terry Shaddick              | 3:34 |
| 5. | Swept Away     | - Daryl Hall - Sara Allen - Diana Ross       | 5:23 |

| Face B | Face B                              | Face B                                       | Face B | Face B | Face B | Face B | Face B | Face B | Face B |
| No     | Titre                               | Auteur                                       | Durée  |        |        |        |        |        |        |
| ------ | ----------------------------------- | -------------------------------------------- | ------ | ------ | ------ | ------ | ------ | ------ | ------ |
| 1.     | Telephone                           | - Bernard Edwards - Denzil Miller            | 4:10   |        |        |        |        |        |        |
| 2.     | Nobody Makes Me Crazy (Like You Do) | - Robby Benson - Karla DeVito                | 4:20   |        |        |        |        |        |        |
| 3.     | All of You (avec Julio Iglesias)    | - Cynthia Weil - Julio Iglesias - Tony Renis | 4:02   |        |        |        |        |        |        |
| 4.     | We Are the Children of the World    | - Mary Anne Kelly - Peppy Castro             | 4:24   |        |        |        |        |        |        |
| 5.     | Forever Young                       | Bob Dylan                                    | 4:49   |        |        |        |        |        |        |
| 43:38  |                                     |                                              |        |        |        |        |        |        |        |

| 1. | Swept Away (12" Long Version)                            | - Diana Ross - Daryl Hall - Sara Allen       | 7:38 |
| 2. | Swept Away (12" Instrumental)                            | - Ross - Hall - Allen                        | 7:20 |
| 3. | Swept Away (7" Single Mix)                               | - Ross - Hall - Allen                        | 4:04 |
| 4. | Touch by Touch (12" Single Mix)                          | - Arthur Barrow - Joe Esposito - Richie Zito | 5:31 |
| 5. | Touch by Touch (12" Instrumental)                        | - Barrow - Esposito - Zito                   | 4:04 |
| 6. | Touch by Touch (Alternate Single Mix)                    | - Barrow - Esposito - Zito                   | 3:55 |
| 7. | Telephone (Edited Version)                               | - Bernard Edwards - Denail Miller            | 3:48 |
| 8. | Missing You (7" Single Mix)                              | Lionel Richie                                | 4:16 |
| 9. | Fight for It (Touch By Touch B-Side) (7" Single Version) | - Ross - Bill Wray - Peppy Castro - Ray Chew | 4:10 |

## Crédits
Les crédits sont adaptés du livret d'album.
Musiciens
| - Diana Ross – chant, chœurs - Arthur Baker – claviers, synthétiseurs/Yamaha DX7 - Arthur Barrow – claviers/Yamaha DX7, basse, arrangements (piste 2) - Jeff Beck – guitares - Nile Rodgers – guitares - G. E. Smith – guitares - Bernard Edwards – basse - John "JR" Robinson – batterie (1) - Dave Weckl – batterie/Linn 9000 - Michael Brecker – saxophone - Randy Brecker – trompette - Daryl Hall – chœurs (5) - Julio Iglesias – chant (8) | Production - Producteurs – James Anthony Carmichael et Lionel Richie (piste 1) ; Diana Ross (2–4, 7, 9 & 10) ; Arthur Baker et Daryl Hall (5) ; Bernard Edwards (6); Ramón Arcusa et Richard Perry (8). - Coproducteur – Albert Hammond (8) - Ingénieur du son – Larry Alexander - Ingénieur du son assistant – Dave Greenberg - Masterisé par Ted Jensen au Sterling Sound (New York, NY). - Contracteur – Sephra Herman - Direction artistique – Ria Lewerke - Design – Sue Reilly - Photographie – Francisco Scavullo |

## Classements
| Classement (1984)                    | Meilleure position |
| ------------------------------------ | ------------------ |
| Allemagne de l'Ouest (Media Control) | 22                 |
| Australie (ARIA)                     | 78                 |
| Autriche (Ö3 Austria Top 40)         | 15                 |
| Canada (Canadian Albums)             | 37                 |
| États-Unis (Billboard 200)           | 26                 |
| États-Unis (Top R&B/Hip-Hop Albums)  | 7                  |
| Europe (European Top 100 Albums)     | 18                 |
| Finlande (Suomen virallinen lista)   | 23                 |
| Italie (Musica e dischi)             | 22                 |
| Japon (Oricon)                       | 32                 |
| Norvège (VG-lista)                   | 7                  |
| Pays-Bas (Mega Album Top 100)        | 10                 |
| Suède (Sverigetopplistan)            | 10                 |
| Suisse (Schweizer Hitparade)         | 17                 |
| Royaume-Uni (UK Albums Chart)        | 40                 |

## Certifications
| Région                                | Certification | Ventes/Streams |
| ------------------------------------- | ------------- | -------------- |
| Canada (Music Canada)                 | Or            | 50 000^        |
| États-Unis (RIAA)                     | Or            | 500 000^       |
| ^Mise en rayon selon la certification |               |                |